# Frogmore and Sherford
Frogmore and Sherford est une paroisse civile du Devon, située dans l'Angleterre du Sud-Ouest. 